# Bercioiu
Bercioiu – wieś w Rumunii, w okręgu Vâlcea, w gminie Budești. W 2011 roku liczyła 324 mieszkańców.